# Digitale Auskunft
Digitale Auskunft (auch: Virtuelle Auskunft) ist ein Sammelbegriff im Bibliothekswesen für sämtliche Auskunfts- und Informationsaktivitäten, die über elektronische Kanäle, meist über das Internet, abgewickelt werden.
Je nach dem für den digitalen Auskunftsdienst eingesetzten Internet-Protokoll entsteht eine Chat- oder E-Mail-Auskunft mit synchroner oder asynchroner Kommunikation.
Technische Basis für digitale Auskunftsdienste bilden spezielle Software-Pakete, die meistens von Bibliotheken oder Bibliotheksdienstleistern nach individuellen Bedürfnissen entwickelt werden. Inzwischen werden die Quellcodes einiger Eigenentwicklungen zur kostenfreien Nachnutzung angeboten. Die Programme unterstützen Chat- oder E-Mail-basierte Auskunftsdienste; manche sind modular aufgebaut und können für beide Varianten eingesetzt werden.
Um punktuell vorhandenes Spezialwissen und die insgesamt zur Verfügung stehenden Personalressourcen effizient nutzen und damit die Auskunftsuchenden optimal bedienen zu können, schließen sich immer mehr Bibliotheken zu kooperativen digitalen Auskunftsdiensten zusammen. Vorreiter dieses Modells in Deutschland war die Deutsche Internetbibliothek, die neben einer strukturierten Linksammlung eine E-Mail-Auskunft anbietet. In der DIB hatten sich in einem von der Bertelsmann-Stiftung geförderten Projekt 70 öffentliche Bibliotheken zusammengeschlossen, inzwischen ist der Teilnehmerkreis weiter angewachsen. Im Herbst 2004 startete mit InfoPoint die erste Auskunftskooperative in Deutschland, in der Bibliotheken verschiedener Typen, Größe und Ausrichtung zusammenarbeiten und ebenfalls einen E-Mail-basierten Dienst anbieten.

## Digitale Auskunftsdienste
- Von Bibliotheken: InfoPoint, QuestionPoint, DigiAuskunft, Deutsche Internetbibliothek, Al@din
- Von einer Freiwilligen-Gemeinschaft: Naver, Yahoo! Clever, COSMiQ, Wer-weiss-was.de, gutefrage.net, Quora, Stack Exchange
- Von bezahlten Experten: Google Answers (inzwischen eingestellt)